# Lovat Bridge
Die Lovat Bridge ist eine Straßenbrücke nahe der schottischen Ortschaft Beauly in der Council Area Highland. 1971 wurde die Brücke in die schottischen Denkmallisten in der höchsten Denkmalkategorie A aufgenommen. Eine zusätzliche Einstufung als Scheduled Monument wurde 1998 aufgehoben.

## Geschichte
Die Lovat Bridge entstand im Zuge des Programms zur infrastrukturellen Erschließung der Highlands durch die Commission for Highland Roads and Bridges und zählte zu dessen Schlüsselbauten. Als leitender Ingenieur zeichnet Thomas Telford für die Planung verantwortlich. Den 8802 £ teuren Brückenbau führte George Burns zwischen 1811 und 1814 aus. Lord Lovat (Der Titel wurde 1747 verwirkt und erst 1854 wiederhergestellt. Vermutlich ist hier Archibald Campbell Fraser of Lovat gemeint.) war zur hälftigen Übernahme der Baukosten verpflichtet.
Im Laufe des 19. Jahrhunderts wurde die Lovat Bridge zweimal durch Hochwasserereignisse beschädigt, 1829 und 1894. Während die Brücke 1829 wieder instand gesetzt werden konnte, war 1894 nach dem Einsturz eines Pfeilers der Neubau zweier Bögen erforderlich. 1985 wurde die Bögen instand gesetzt und das Brückendeck wasserdicht gemacht. Einst die A9 führend, führt die Lovat Bridge seit dem Bau der Kessock Bridge und der Verlegung der A9 die A862.

## Beschreibung
Die Lovat Bridge führt am Westrand von Beauly über den gleichnamigen Fluss. Sie steht etwa 15 Kilometer westlich des Zentrums von Inverness. Der Viadukt führt die A862 nahe dessen Weitung zum Beauly Firth über den Fluss. Architektonisch weist er Parallelen zur Torgyle Bridge und zur Dunkeld Bridge auf, die beide ebenfalls von Telford entworfen wurden, ist jedoch schlichter ausgeführt.
Der Mauerwerksviadukt überspannt den Beauly mit fünf ausgemauerten Segmentbögen, die mit dünnen konturtreuen Zierbändern ornamentiert sind. Der Zentralbogen weist mit 18,3 Metern eine größere Spanne auf als die flankierenden Bögen auf, die paarweise 15,2 Meter beziehungsweise 12,2 Meter weit sind. Das Brückendeck beschreibt einen leichten Bogen, was am Zierband unterhalb der Brüstungen ersichtlich ist und in zur Mitte hin ansteigenden lichten Höhen führt. Das Mauerwerk der Lovat Bridge besteht aus Steinquadern, die zu einem Schichtenmauerwerk aufgemauert wurden. Die mit spitzen Eisbrechern ausgeführten Brückenpfeiler sind semihexagonal fortgeführt und enden als Austritte an der Brüstung. Die Brüstungen fächern zu beiden Seiten leicht auf.